# ジェイアール労働組合
ジェイアール労働組合（ジェイアールろうどうくみあい、略称：JR労組（ジェイアールろうそ））は、かつて東日本旅客鉄道（JR東日本）に存在した労働組合である。

## 概要
- 本部

〒105-0021　東京都港区東新橋2丁目8番28号
- 執行委員長：本間雄治
- 地本：東京・横浜・千葉・長野・新潟

※組織人員は、2010年9月7日HPによれば680名である。

## 綱領
- 1, 私たちは労働条件の維持・改善をはかり、生活の安定・向上をめざす。
- 1, 私たちは人命・人権を尊重する企業を構築し、JRグループ企業の健全な発展をめざす。
- 1, 私たちは個人崇拝を排し、政党および経営者の支配・介入を許さず、真に組合員のための労働運動の探求・創造をめざす。
- 1, 私たちは自由・平等・平和な社会を求める全世界の労働者と連帯し、その実現をめざす。

## 歴史
2002年からJR東労組本部問題に端を発した組織混乱に始まり、東労組役員経験者が脱退し、2007年6月21日に結成された。
2013年12月16日、ジェイアール東日本労働組合（JR東日本ユニオン）と統一し解散した。